# (233968) 3021 T-2
(233968) 3021 T-2 (3021 T-2, 2004 XN184, 2006 DG105, 2008 RH25) — астероїд головного поясу, відкритий 30 вересня 1973 року.
Тіссеранів параметр щодо Юпітера — 3,354.